# Danil Gluchow
Danil Pawlowitsch Gluchow (kasachisch Данил Павлович Глухов; geboren am 18. Juli 2000) ist ein kasachischer Nordischer Kombinierer.

## Werdegang
Sein Debüt im Continental Cup der Nordischen Kombination gab Danil Gluchow im Rahmen der Saison 2017/18 am 9. März 2018 im russischen Nischni Tagil. Im Gundersen-Wettkampf von der Normalschanze mit einer sich daran anschließenden Skilanglaufdistanz über zehn Kilometer erreichte er den 52. Platz.
Gluchow nahm an den Nordischen Junioren-Skiweltmeisterschaften 2019 im finnischen Lahti teil. In den Gundersen-Wettkämpfen, die jeweils von der Normalschanze ausgetragen wurden, kam er auf den 55. Platz im Wettbewerb mit einem Skilanglauf über fünf sowie auf den 53. Platz in dem mit einem Skilanglauf über zehn Kilometer.
Bei den Nordischen Skiweltmeisterschaften 2019 in Seefeld in Tirol erreichte er im Einzelwettkampf von der Großschanze den 54. sowie in dem von der Normalschanze den 58. Rang. Im Teamsprint wurde er gemeinsam mit Schyngghys Rakparow 14. und im Teamwettbewerb an der Seite von Schyngghys Rakparow, Eldar Orussajew und Wjatscheslaw Botschkarjow Zwölfter.
Gluchow trat zu einem Wettbewerb in der Gundersen-Methode bei den Nordischen Junioren-Skiweltmeisterschaften 2020 in Oberwiesenthal an, in dem er den 48. Platz erzielte.